# Cylindropuntia davisii
Cylindropuntia davisii ist eine Pflanzenart aus der Gattung Cylindropuntia in der Familie der Kakteengewächse (Cactaceae). Das Artepitheton davisii ehrt Jefferson Davis.

## Beschreibung
Cylindropuntia davisii wächst strauchig, ist in dichten Quirlen verzweigt und erreicht Wuchshöhen von 25 bis 60 Zentimeter. Die Wurzeln besitzen verlängerte knollenförmige Anschwellungen. Auf den leicht abfallenden hellgrünen, 4 bis 6 Zentimeter langen und 0,8 bis 1 Zentimeter im Durchmesser messenden Triebabschnitten befinden sich deutlich erkennbare Höcker. Die lohfarben bewollten Areolen tragen 2 bis 4 Millimeter lange gelbe Glochiden. Die sieben bis 13 Dornen, gelegentlich werden bis zu 21 ausgebildet, sind an fast allen Areolen vorhanden. Sie sind ausgebreitet, im Querschnitt kreisrund bis abgeflacht, gelb bis rötlich braun bis schwärzlich, besitzen eine gelbe Spitze und sind 1,5 bis 5 Zentimeter lang. Die locker anliegenden Scheiden der Dornen sind gelb bis lohfarben.
Die Blüten sind gelblich grün. Die gelben, kreiselförmigen Früchte sind fleischig und nicht bedornt. Sie sind 2 bis 3 Zentimeter lang und weisen Durchmesser von 1 bis 2 Zentimeter auf. Die Früchte proliferieren manchmal und bilden dann Ketten.

## Verbreitung, Systematik und Gefährdung
Cylindropuntia davisii ist in den Vereinigten Staaten in den Bundesstaaten New Mexico, Oklahoma und Texas in Gras- und Waldland verbreitet.
Die Erstbeschreibung als Opuntia davisii von George Engelmann und John Milton Bigelow wurde 1856 veröffentlicht. Frederik Marcus Knuth stellte die Art 1936 in die Gattung Cylindropuntia. Weitere nomenklatorische Synonyme sind Opuntia tunicata var. davisii (Engelm. & J.M.Bigelow) L.D.Benson (1969) und Grusonia davisii (Engelm. & J.M.Bigelow) G.D.Rowley (2006).
In der Roten Liste gefährdeter Arten der IUCN wird die Art als „Least Concern (LC)“, d. h. als nicht gefährdet geführt. Die Entwicklung der Populationen wird als stabil angesehen.

## Nachweise